# Gran Premio de la América del Sur del Turismo Carretera
El Gran Premio de la América del Sur del TC, conocido también como La Buenos Aires-Caracas, fue una competencia de automovilismo de carretera organizada por el Automóvil Club Argentino (ACA) y como parte de la Temporada 1948 de Turismo Carretera. La misma fue una competencia de carácter internacional, dividida en 14 etapas mediante las cuales se debían recorrer seis países del subcontinente sudamericano, largando en la Ciudad de Buenos Aires en Argentina y fijando como destino la ciudad de Caracas en Venezuela, previo paso por los países de Bolivia, Perú, Ecuador y Colombia. Con 9576 kilómetros de recorrido, fue la segunda carrera más extensa de la historia del Turismo Carretera y una de las más extensas de la historia del automovilismo.
La competencia pasó a la historia como la más larga y peligrosa de toda la historia del Turismo Carretera, debido a la peligrosidad de los caminos por los que se transitó y por los múltiples accidentes que se registraron, siendo el más recordado de ellos el que tuvo el excampeón de la especialidad Juan Manuel Fangio, quien a la altura del pueblo peruano de Huanchaco se precipitó barranca abajo como producto de un despiste mientras competía, cayendo con su coche por el precipicio. Aquella situación es recordada por dos aristas principales: la arista triste, por el fallecimiento de Daniel Urrutia, copiloto de Fangio en esa prueba, mientras que la arista de la solidaridad la dieron primeramente Oscar Gálvez, quien intentó ayudar a Fangio sacándolo del vehículo y dándole los primeros auxilios hasta la llegada de Eusebio Marcilla al lugar del incidente, siendo destacada su labor humana ya que, en un caballeroso gesto solidario, renunció a la victoria alentando a Gálvez a seguir, mientras él se encargaba de llevar a Fangio y a Urrutia hacia un hospital cercano, con el fin de intentar salvar sus vidas. Por tan noble gesto, Marcilla fue reconocido e inmortalizado en la memoria de los aficionados del deporte motor como "El Caballero del Camino".
La competencia se desarrolló entre el 20 de octubre y el 8 de noviembre de 1948, a lo largo de 14 etapas y arrojando como resultado final la victoria de Domingo Marimón a bordo de un Chevrolet Master. El podio fue completado por Marcilla (quien consiguió arribar segundo tras su retraso ayudando a Fangio) con Chevrolet, y por Juan Gálvez con un Ford V8. Como corolario de este triunfo quedó la desclasificación de Oscar Alfredo Gálvez, quien había ganado 7 de las 14 etapas y al que en el final de la competición un desperfecto mecánico lo dejó fuera, metros antes de la línea de sentencia. En su afán de poder llegar y lograr la victoria, Gálvez fue auxiliado por un particular que lo empujó con su vehículo para poder arribar a la meta, sin embargo tal maniobra le terminó decretando la desclasificación por haber recibido ayuda externa.

## Resumen histórico
Corrían los años '40, cuando el Automóvil Club Argentino (entidad que por esos momentos regía los destinos del Turismo Carretera) comenzó con la evaluación de poder crear una competencia de larga duración para unir los diferentes países de Sudamérica y las principales capitales del subcontinente. La primera idea, fue plasmada con la creación en 1940 del Gran Premio Internacional del Norte, competencia que se realizara uniendo las ciudades de Buenos Aires y Lima en un recorrido de ida y vuelta que arrojaría como resultado final la victoria de Juan Manuel Fangio con Chevrolet.
Sin embargo, el objetivo del ACA fue el de tratar de extender aquel Gran Premio, tratando de abarcar un recorrido que unificara la mayor cantidad de países de Sudamérica. Sin embargo, un conflicto armado entre Ecuador y Perú en 1941, sumado a la suspensión de actividades entre 1942 y 1946, derivada de la recesión industrial de 1942 por consecuencia del ingreso de los Estados Unidos a la Segunda Guerra Mundial, truncaron estos planes pero no lo cancelaron, ya que la idea sería reflotada con el reinicio de las actividades. Tras la realización del Gran Premio Internacional de 1947, el anuncio de una nueva competencia para la temporada siguiente ya era un hecho. El ansiado proyecto, contaría con el aval del Automóvil Club Argentino y las demás entidades automovilísticas de los países involucrados. Finalmente, el Gran Premio de la América del Sur ya tenía fecha fijada para su realización.

### La competencia
La carrera tenía pensado realizar un recorrido por los países andinos, uniendo las capitales de dichos territorios partiendo desde Buenos Aires y teniendo como destino final la ciudad de Caracas en Venezuela, motivo por el cual la competencia también fue conocida como La Buenos Aires-Caracas. La competencia iba a realizarse en un solo recorrido de ida (a diferencia del Gran Premio Internacional del Norte que estipulaba recorrido de ida y vuelta), corriéndose en 14 etapas y cruzando entre otras las ciudades de La Paz, Lima, Quito y Bogotá, las principales capitales que recorrería esta competencia. La largada de la ruta iba a tener lugar el 28 de octubre en Buenos Aires, mientras que su llegada estaba prevista para el 8 de noviembre en Caracas.

### El desarrollo
El 20 de octubre de 1948 y desde la sede central del Automóvil Club Argentino en la Ciudad de Buenos Aires, se dio largada al contingente de vehículos que participaban en la competencia denominada "La Buenos Aires-Caracas". Para esta competición se habían inscrito 141 tripulaciones, de las cuales dos quedaron prematuramente fuera de competencia por fallas en la largada misma. En la víspera, las tripulaciones se habían reunido frente a las instalaciones del ACA en Avenida del Libertador 1850, formando un verdadero parque cerrado. La competencia estaba estipulada a realizarse en dos fracciones, siendo la primera la conocida como "La Buenos Aires-Caracas" y la segunda el regreso, bajando a la ciudad de Lima, para retornar a Buenos Aires, en lo que se llamó "Gran Premio Internacional del Norte". La primera fracción estaba pensada para ser recorrida en 14 etapas, uniendo Buenos Aires con la capital venezolana.

#### Primera etapa
La primera etapa fue un extenuante recorrido de 1692 km utilizados para unir la Capital Argentina con la norteña Ciudad de Salta. Tras 13 horas, 52 minutos y 47 segundos, el primero en arribar a "La Linda" (y por consiguiente el primer ganador de las 14 etapas) fue el piloto Oscar Alfredo Gálvez, quien a bordo de su unidad Ford V8 conseguiría hacerse de la primera etapa a un promedio de 121,8 km/h. En esta competencia, tanto Gálvez como su hermano Juan Gálvez, Juan Manuel Fangio y Domingo Marimón se destacaban como candidatos, sin embargo Fangio debió lidiar con inconvenientes en su Chevrolet Master, quedando relegado a la 79a posición. Marimón y Juan Gálvez terminarían escoltando al ganador.

#### Segunda etapa
La segunda etapa fue un recorrido mucho más corto que la primera, ya que desde Salta, los competidores debieron ir hasta la fronteriza ciudad jujeña de La Quiaca, donde los esperaba el paso internacional hacia la ciudad boliviana de Villazón. En esta etapa, con un recorrido de 380,1 km, nuevamente Oscar Gálvez se llevaría el triunfo, llevándose además el Premio General Manuel Belgrano puesto en juego entre las dos etapas organizadas en Argentina. Por su parte, emergía la figura de un notable Pablo Gulle, quien a bordo de su Chevrolet Master subiría al segundo lugar del podio de la etapa, relegando nuevamente a Juan Gálvez a la tercera posición. La nota de color la dio Juan Manuel Fangio, quien tras largar 79° inició una avasalladora escalada, cerrando la etapa en la cuarta posición, llegando a pelearle el liderato a los Gálvez y Gulle, sin embargo la suma de tiempos lo ubicaría 55° en el clasificador de la general. Una vez concluida la etapa, se realizó una jornada neutral para iniciar el paso fronterizo hacia Villazón para iniciar la tercera etapa ya en suelo boliviano.

#### Tercera etapa
Tras haber cruzado la frontera, comenzó la tercera etapa del GP, siendo esta netamente en suelo boliviano. Desde Villazón partió el contingente de coches con destino a la ciudad de Potosí, reconocida por ser la ciudad más alta del mundo, sobre el nivel del mar. En esta etapa, el recorrido se tornaba distinto al de los caminos argentinos, ya que se presentaban relieves accidentados, con prominentes pendientes y trepadas y altitudes que orillaban los 4000 metros sobre el nivel del mar. Esta etapa, tendría un recorrido aproximado de 459,8 km y nuevamente Oscar Gálvez cruzaría la línea de sentencia antes que todos, empleando un tiempo de 7 horas, 12 minutos y 15 segundos, a un promedio de 63,82 km/h. Nuevamente, Pablo Gulle se presentaría como eventual retador del denominado "Aguilucho", mientras que Domingo Marimón recuperaría terreno, desplazando a Juan Gálvez de la tercera colocación. Por su parte, Juan Manuel Fangio volvería a ser protagonista de una intensa escalada en la que desplazaría a 50 competidores, hasta ponerse provisoriamente tercero en la etapa. Sin embargo, la rotura del eje cardánico lo volvería a retrasar por dos horas. Asimismo, la figura de Eusebio Marcilla comenzaba a aflorar entre los candidatos a la victoria, cerrando la etapa entre los primeros, a bordo de su Chevrolet Master.

#### Cuarta etapa
La cuarta etapa del recorrido del GP de la América del Sur contemplaba la unión de Buenos Aires con la primera capital sudamericana que se encontraba al paso: La Paz. En un recorrido de aproximadamente 543 km, alternando caminos sinuosos con pendientes y trepadas en los peligrosos caminos de montañas, la expedición partió desde Potosí con destino a La Paz. Tras tres conquistas consecutivas, Oscar Alfredo Gálvez cedía terreno por primera vez, al resignar su primera etapa. Sin embargo, el riesgo fue poco ya que quien se llevó la victoria fue su hermano Juan Gálvez. Domingo Marimón comenzaba a emerger dentro de los primeros planos de la carrera al arribar segundo, mientras que Pablo Gulle y su Chevrolet continuaban firmes en los puestos de vanguardia. Nuevamente Juan Manuel Fangio se retrasaría, mientras que Eusebio Marcilla y Oscar Gálvez cerraban el lote de los cinco primeros de la etapa. Con un tiempo de 6 horas 44 minutos y 10 segundos, a un promedio de 80,67 km/h, "Juancito" fue el primero en unir Potosí y La Paz, al llegar primero que todos a la capital boliviana.

#### Quinta etapa
La quinta etapa fue la primera de este gran premio que unió efectivamente dos países a velocidad plena, ya que el punto de partida de la misma fue en la ciudad boliviana de La Paz y tuvo como objetivo entrar a Perú para finalizar en la ciudad de Arequipa. En esta etapa, finalmente un Chevrolet logró romper la hegemonía de Ford, al resultar vencedor Juan Manuel Fangio, quien de esta forma se terminó llevando su primera etapa y logró quebrarle el dominio a los Hermanos Gálvez. Esta victoria hizo ascender a Fangio en el escalafón general hasta el 29.º lugar. A todo esto, Oscar Gálvez volvió a repuntar cerrando la etapa en el segundo lugar. Domingo Marimón volvió a pagar su cuota de abono al podio, llegando tercero, mientras que los ignotos Ricardo López y Luis Astengo, ambos con Ford, cerraron los cinco primeros. Otros protagonistas de otras etapas, como Juan Gálvez, Eusebio Marcilla, Pablo Gulle o Arturo Kruuse (este último con un Plymouth), sufrieron importantes retrasos, perdiendo tiempo en la clasificación general. Con un tiempo de 7 horas, 1 minuto y 9 segundos y a un promedio de velocidad de 77,82 km/h, Fangio unió La Paz con Arequipa a través de un recorrido de 546,2 km por caminos y senderos montañosos del altiplano bolivio-peruano.

#### Sexta etapa
La sexta etapa conectaba a lo largo de 1092,2 km a las ciudades de Arequipa y Lima, ya pisando suelo peruano. Y como en la mayoría de las etapas, nuevamente esta se convertiría en un monólogo de los hermanos Gálvez. Oscar comenzaría llevando la delantera y no la soltaría hasta llegar a la final. Nuevos rostros comenzaban a surgir como el caso del segundo, Arnaldo Alvarado o el de Víctor García, ambos con Ford. Juan Gálvez perdería terreno en esta etapa, cayendo al tercer lugar en el clasificador, mientras que Eusebio Marcilla se erigía como paladín de la marca Chevrolet arribando en el quinto lugar. Pero quien se llevaría todas las miradas sin lugar a dudas sería Juan Manuel Fangio, quien al comando de su Chevrolet comenzaría una titánica remontada luego de haber largado desde la 29.ª ubicación de la general, alcanzaría a colocarse en la sexta ubicación de la etapa y la segunda de la general, hasta que un vuelco terminaría acabando con sus aspiraciones. La victoria volvería a corresponderle a Oscar Alfredo Gálvez, quien en un tiempo neto de 9h 43' 36" lograría unir Arequipa con Lima a un promedio de velocidad de 112,29 km/h. El podio sería completado por Arnaldo Alvarado y Juan Gálvez, formando la tripleta para las huestes de Ford.

#### Decimotercera etapa
La etapa Cúcuta-Valera fue la más lenta, donde se recorrieron 484 kilómetros, cubiertos a una velocidad promedio de 57,52 km/h. Se puede imaginar las dificultades de caminos sinuosos cuando el vencedor de la etapa Oscar Gálvez apenas pudo sobrepasar los 57 km/h.

#### Decimocuarta etapa
El primero en cruzar la línea de llegada en Caracas fue Víctor García al volante de un Ford. Tras él llegaron Marcilla, Marimón, López y Ataguile. El Ford de Oscar Gálvez con su cigüeñal destrozado se acercó a la meta empujado por un Buick de última generación. Con la ayuda de un pronunciado declive y un más que evidente empujón, el Aguilucho cruzó la meta entre aplausos y vitoreo.
Arrancado del auto por la increíble muchedumbre, y en momento que era llevado en andas, fue informado por el Comisario Deportivo de la prueba, Fulvio Pastor, que debido a esa última maniobra su arribo a Caracas no había sido registrado como válido. Los fiscalizadores comprobaron también que el motor estaba frío, y que hacía rato no estaba en marcha.
Minutos más tarde, y en plena discusión, el acompañante Federico Herrero arrancó el Ford y como pudo lo hizo cruzar la meta. Este hecho también fue considerado en contra el reglamento, ya que sólo el piloto podía conducir el auto. Todo era confusión, y desilusión para Oscar Gálvez. El reglamento era claro: desclasificación y declararon vencedor a Marimon, aunque para el público Gálvez fue el ganador moral.
Tras la decisión de su sanción, Gálvez apeló la medida y hasta le envió un telegrama al presidente Juan Domingo Perón, solicitándole que mediara en la cuestión. Como respuesta del primer mandatario recibió: "¿Hay reglamentos? Pues que se cumplan".
El promedio de Domingo Marimón sobre los 9575 kilómetros ha sido de 80,73 km/h. Su tiempo total, de 118 horas 37 minutos y 18 segundos (menos de cinco días). La sumatoria de los tiempos de los vencedores de etapa arrojaron un total de 112h 39m 41s, lo que daría un promedio horario de 84,99 km/h.

## Países y ciudades donde se desarrolló la competencia
| Países    | Ciudades               | Etapas en las que se recorrió dicha ciudad |
| --------- | ---------------------- | ------------------------------------------ |
| Argentina | Ciudad de Buenos Aires | Largada                                    |
| Argentina | Ciudad de Salta        | Etapas 1 y 2                               |
| Argentina | La Quiaca              | Etapa 2                                    |
| Bolivia   | Villazón               | Etapa 3                                    |
| Bolivia   | Potosí                 | Etapas 3 y 4                               |
| Bolivia   | La Paz                 | Etapas 4 y 5                               |
| Perú      | Arequipa               | Etapas 5 y 6                               |
| Perú      | Lima                   | Etapas 6 y 7                               |
| Perú      | Tumbes                 | Etapas 7                                   |
| Ecuador   | Guayaquil              | Etapas 8                                   |
| Ecuador   | Quito                  | Etapas 8 y 9                               |
| Colombia  | Pasto                  | Etapas 9 y 10                              |
| Colombia  | Cali                   | Etapas 10 y 11                             |
| Colombia  | Bogotá                 | Etapas 11 y 12                             |
| Colombia  | Cúcuta                 | Etapas 12 y 13                             |
| Venezuela | Valera                 | Etapas 13 y 14                             |
| Venezuela | Caracas                | Llegada                                    |

## La competencia etapa por etapa
| Et.   | Extensión | Salida       | Llegada   | Ganador         | Automóvil        | Tiempo       | Promedio    |
| ----- | --------- | ------------ | --------- | --------------- | ---------------- | ------------ | ----------- |
| 1     | 1692 km   | Buenos Aires | Salta     | Oscar Gálvez    | Ford V8          | 13h 52' 47"  | 121,80 km/h |
| 2     | 380,1 km  | Salta        | La Quiaca | Oscar Gálvez    | Ford V8          | 4h 47' 21"   | 79,36 km/h  |
| 3     | 459,8 km  | Villazón     | Potosí    | Oscar Gálvez    | Ford V8          | 7h 12' 15"   | 63,82 km/h  |
| 4     | 543,4 km  | Potosí       | La Paz    | Juan Gálvez     | Ford V8          | 6h 44' 10"   | 80,67 km/h  |
| 5     | 546,2 km  | La Paz       | Arequipa  | Juan Fangio     | Chevrolet Master | 7h 01' 09"   | 77,82 km/h  |
| 6     | 1.092 km  | Arequipa     | Lima      | Oscar Gálvez    | Ford V8          | 9h 43' 36"   | 112,29 km/h |
| 7     | 1.322 km  | Lima         | Tumbes    | Juan Gálvez     | Ford V8          | 11h 49' 42"  | 111,73 km/h |
| 8     | 421 km    | Guayaquil    | Quito     | Juan Gálvez     | Ford V8          | 5h 56' 14"   | 71,03 km/h  |
| 9     | 392 km    | Quito        | Pasto     | Oscar Gálvez    | Ford V8          | 5h 56' 59"   | 65,87 km/h  |
| 10    | 440 km    | Pasto        | Cali      | Juan Gálvez     | Ford V8          | 7h 06' 20"   | 61,98 km/h  |
| 11    | 527 km    | Cali         | Bogotá    | Oscar Gálvez    | Ford V8          | 7h 26' 23"   | 70,90 km/h  |
| 12    | 599 km    | Bogotá       | Cúcuta    | Juan Gálvez     | Ford V8          | 8h 46' 53"   | 68,18 km/h  |
| 13    | 484 km    | Cúcuta       | Valera    | Oscar Gálvez    | Ford V8          | 8h 24' 00"   | 57,52 km/h  |
| 14    | 677 km    | Valera       | Caracas   | Víctor García   | Ford V8          | 7h 49' 56"   | 86,26 km/h  |
| Gral. | 9576 km   | Buenos Aires | Caracas   | Domingo Marimón | Chevrolet Master | 118h 37' 18" | 80,73 km/h  |